# Li (Fjell)
Li este o localitate din comuna Fjell, provincia Hordaland, Norvegia, cu o suprafață de 0,36 km² și o populație de 435 locuitori (2013).